# Phreatia seleniglossa
Phreatia seleniglossa är en orkidéart som beskrevs av Rudolf Schlechter. Phreatia seleniglossa ingår i släktet Phreatia och familjen orkidéer. Inga underarter finns listade i Catalogue of Life.